# Península de Kent

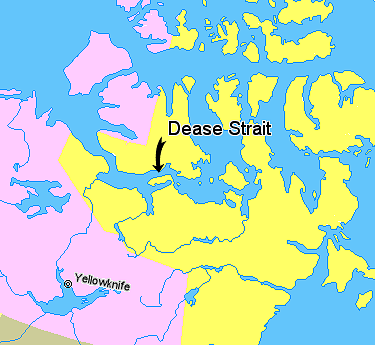
La peninsula de Kent es troba al sud de l'estret de Dease.

La península de Kent és una gran península, gairebé envoltada per l'aigua per tots els costats, que es troba a la costa àrtica del Nord del Canadà, al territori de Nunavut. Sols un petit istme, de poc més de 8 km, l'uneix amb el continent i fa que no sigui una illa allargada i paral·lela a la costa. Des de l'istme la península s'estén 169 km cap a l'oest, cap al golf de la Coronació, sent el Melville Sound qui la separa de terra ferma, al sud. Al nord hi ha l'estret de Dease i l'illa Victòria; a l'oest el golf de la Coronació i a l'est el golf de la Reina Maud. El cap Flinders, anomenat per Sir John Franklin in el 1821 en record del mariner Matthew Flinders, és l'extrem occidental de la península, mentre el cap Alexander és el punt situat més al nord-est.
La zona va ser explorada durant la primera meitat del segle xix per, entre d'altres John Franklin, que el 1819 arribà fins a Turnagain Point, a uns 25 quilòmetres al nord-est de Cap Flinders i prop del Cap Franklin. El 1838 Thomas Simpson va arribar gairebé al mateix punt, quedant bloquejat pel gel per tornar enrere caminant uns 150 km cap a l'est. El 1839, amb la costa lliure de gel, Simpson va poder seguir-la en tota la seva totalitat cap a l'est.